# Todd Motors
Die Todd Motors Corporation war ein neuseeländischer Automobilhersteller und -händler mit Sitz in Porirua.

## Geschichte

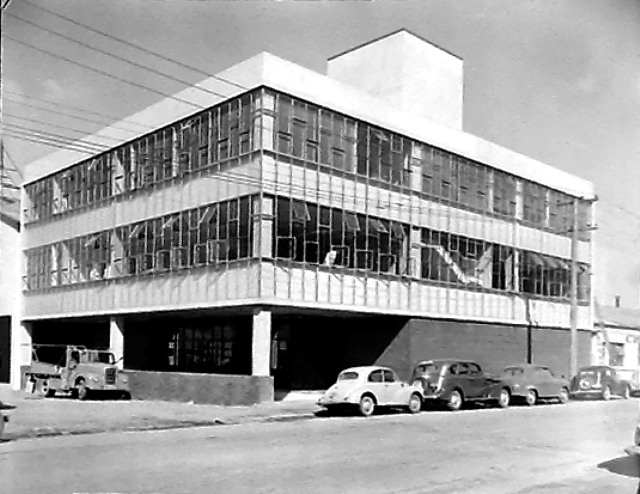
Todd Motors in Petone

Das Unternehmen der Todd-Familie entstand im Jahr 1885 in Heriot und betrieb Wollreinigung (Charles Todd Sr. war zuvor Leiter einer Goldmine in Australien). Später wurde es zum landwirtschaftlichen Handels- und Lagerunternehmen (Stock and Station). Charles Todd importierte zudem die ersten Automobile nach West Otago und gründete 1912 die Heriot Motor Garage, um diese Fahrzeuge zu warten. Beim Aufbau des Werkstättennetzes in Otago und Southland wurde anfangs die Infrastruktur der bestehenden Handels- und Lagerniederlassungen genutzt. Der Geschäftsbereich als landwirtschaftliches Handels- und Lagerunternehmen wurde allerdings 1927 an Dalgetys verkauft. Aus dem Händlernetz und anderen Geschäftsbereichen entstand die Todd Corporation, zu der auch das hier beschriebene Unternehmen bis zu seinem Verkauf gehörte.
Die Todd Motor Company wurde 1923 von Desmond Todd (1897–1970) gegründet. Ab diesem Jahr  wurde  außerdem ein Händlernetz auf der Nordinsel aufgebaut, bevor der Hauptsitz des Unternehmens 1924 nach Wellington verlegt wurde.
Aufgrund der protektionistischen Zollpolitik Neuseelands in den 1930er Jahren erschien eine inländische Produktion sinnvoll. Im Jahr 1935 wurde Todd Motor Industries gegründet, um Fahrzeuge am Standort Petone im CKD-Verfahren zu fertigen. Für den Produktionsbeginn werden auch mehrere Standorte bzw. die Jahre 1934 und 1936 genannt. Als Muttergesellschaft wurde 1935 die Todd Motors Corporation (TMC) gegründet, die zwischen 1938 und 1956 an der Börse geführt wurde, bevor sie wieder in Privatbesitz überging.
Im Jahr 1937 produzierten 166 Männer und 17 Frauen zwölf Fahrzeuge pro Tag und erreichten bis Oktober 1937 eine Gesamtproduktion von 7000 Fahrzeugen. Das 100.000. Fahrzeug wurde 1964 hergestellt. Anfang der 1970er Jahre errichtete TMC ein neues Werk in Porirua, das eine jährliche Produktionskapazität von 20.000 (oder 30.000) Personen- und Lastkraftwagen haben sollte. Die Eröffnung des neuen Werks wird je nach Quelle auf 1972, 1973, 1974 oder 1975 datiert. Da das Werk einen besonderen Schwerpunkt auf Schulungen legte, wurde es von den Arbeitnehmern auch als „Universität auf dem Hügel“ („the university on the hill“) bezeichnet.
Als TMC 1970 die Vertretung von Mitsubishi übernahm, hatte es in Neuseeland einen Marktanteil von 16,66 % (zum Vergleich: Austin, Standard, Rover und Morris 25,01 %, Ford 22,15 % und General Motors 21,25 %). Japanische Hersteller hatten zu diesem Zeitpunkt einen Anteil von nur 6,22 % (sonstige 8,6 %). Im Jahr 1973 wurde mit einem Hillman Hunter das 200.000. Fahrzeug hergestellt.
Das 400.000. Fahrzeug war ein Mitsubishi Sigma GSR Turbo.
Das Unternehmen war die größte Fabrik in Porirua und beschäftigte zeitweise rund 1200 bis 1800 Mitarbeiter. Im Jahr 1980 war die TMC das größte Automobilunternehmen des Landes und hatte zugleich in Neuseeland den weltweit höchsten Marktanteil für Mitsubishi inne. Mit 22.500 Fahrzeugen wurde 1981 das größte Produktionsergebnis erreicht. Die Lockerung der protektionistischen Politik in den 1980er Jahren führte zu immer weiter sinkenden Margen für die Automobilproduktion in Neuseeland. Mit dem Verkauf von Todd Motors an Mitsubishi im Jahr 1987 wurde das letzte (große) neuseeländische Automobilwerk von der Muttergesellschaft übernommen.
Mitsubishi Motors New Zealand führte die Produktion bis 1998 weiter. Später wurde das Werk in ein Einkaufszentrum umgebaut.

## Marken und Modelle
Ab 1914 war Todd als Händler für Commer-Lastkraftwagen, BSA-Motorräder sowie Studebaker und  Ford (Personenkraftwagen) tätig. Später wurde der Regionalvertrieb für Ford und die Vertretung für Wolseley (ab 1922, auf der Südinsel) übernommen. Im Jahr 1922 begann außerdem der Verkauf von Fahrzeugen der Marke Gray (was mit dem Verlust der Ford-Konzession einherging). 1924 kam Maxwell hinzu.
Mit der Marke Gray wurde über das ganze Land ein Händlernetz aufgebaut. Nach eigenen Angaben wurden 400 Gray pro Jahr verkauft. Durch den Erfolg von Todd Motors wurde Chrysler auf das Unternehmen aufmerksam und übertrug Todd Motors 1925 die Alleinvertretung für seine Fahrzeuge. Ab 1931 war die TMC Händler für Rootes (Hillman and Humber). Ab 1935 wurden im Werk Petone Chrysler-, Hillman- and Humber-Modelle montiert. Zwischen 1945 und 1981 hatte TMC auch die Vertretung für David Brown Tractors inne. TMC stellte vor 1937 Commer-Lastwagen und in geringen Stückzahlen auch den Fiat Topolino her.
Der Schwerpunkt der Produktion bei TMC lag in den 1940er bzw. Anfang der 1960er Jahre auf den kleineren Rootes-Fahrzeugen. In den Jahren 1946 bis 1948 wurden 4543 Rootes gebaut, aber nur 214 Chrysler, Plymouth und DeSoto. Ebenso wurden 1960 nur 135 Chrysler gebaut, verglichen mit 3928 Hillman- und Humber-Fahrzeugen. Ab 1963 wurden die australischen Chrysler Valiant ins Programm genommen. Einige Modelle wurden auch importiert. Manchmal wurden die Rootes-Modelle umbenannt, um zusätzliche der wenigen Importlizenzen zu erhalten. So wurden der Hillman Minx als Humber 80 und der Super Minx als Humber 90 verkauft.
Der Hillman Imp wurde ebenfalls von TMC hergestellt. Einige der Modelle wurden von einem weiteren Unternehmen zu Pick-ups mit der Modellbezeichnung Farm Imp umgebaut.
Der Hillman Hunter wurde von 1967 bis 1978 hergestellt. Nach rückläufigen Verkäufen Mitte der 1970er Jahre gehörte der von 1970 bis 1980 hergestellte Hillman Avenger 1978 und 1979 zu den zehn meistverkauften Fahrzeugen, nachdem Andrew Cowan die Rallye Neuseeland 1976 auf einem Avenger gewann und die Autovermietung Avis den Avenger als Mietwagen förderte und in den Mittelpunkt ihrer Werbekampagnen stellte.
Im Jahr 1970 erhielt Todd Motors die Händlervertretung für Personenkraftwagen, Lastwagen und Busse der Marke Mitsubishi. Neben den Rootes-, Chrysler- und Mitsubishi-Modellen stellte TMC in geringer Stückzahl auch den Datsun 180 B her.
Die hergestellten Modelle von Chrysler und Mitsubishi standen teilweise in unmittelbarer Konkurrenz zueinander; beispielsweise der Avenger und der Mitsubishi Lancer. Zudem wichen die Fahrzeuge in Details von den britischen und japanischen Modellen ab. Anders  als bei Chrysler Australia umfasste das Programm der Rootes- und Chrysler-Modelle auch kleinere und weniger leistungsstarke Modelle (so wurde der Avenger beispielsweise in Australien nicht angeboten). Vom australischen Muscle Car Chrysler Valiant Charger wurden von Todd nur drei Stück nach Neuseeland importiert.

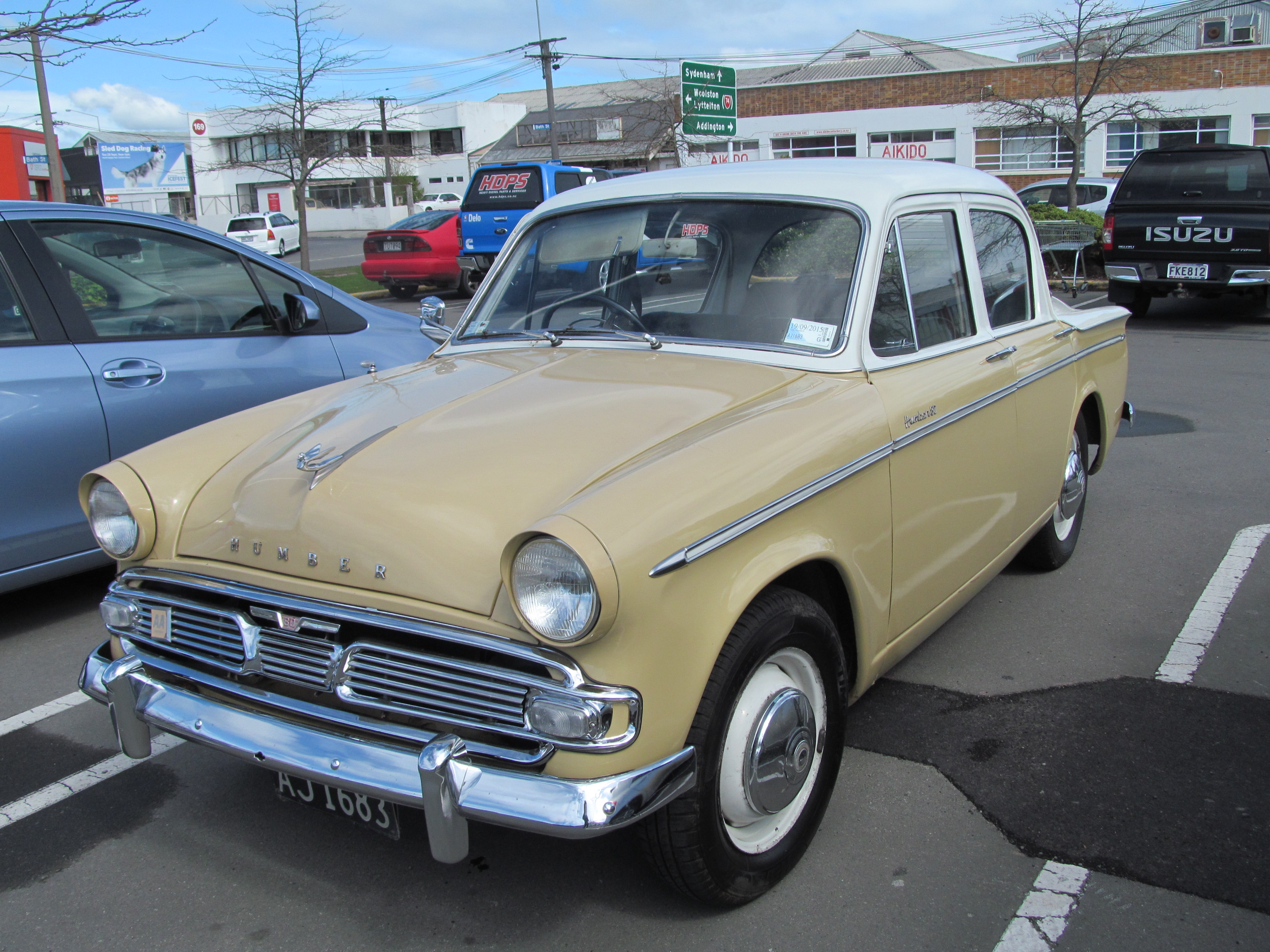
Humber 80 (1960)
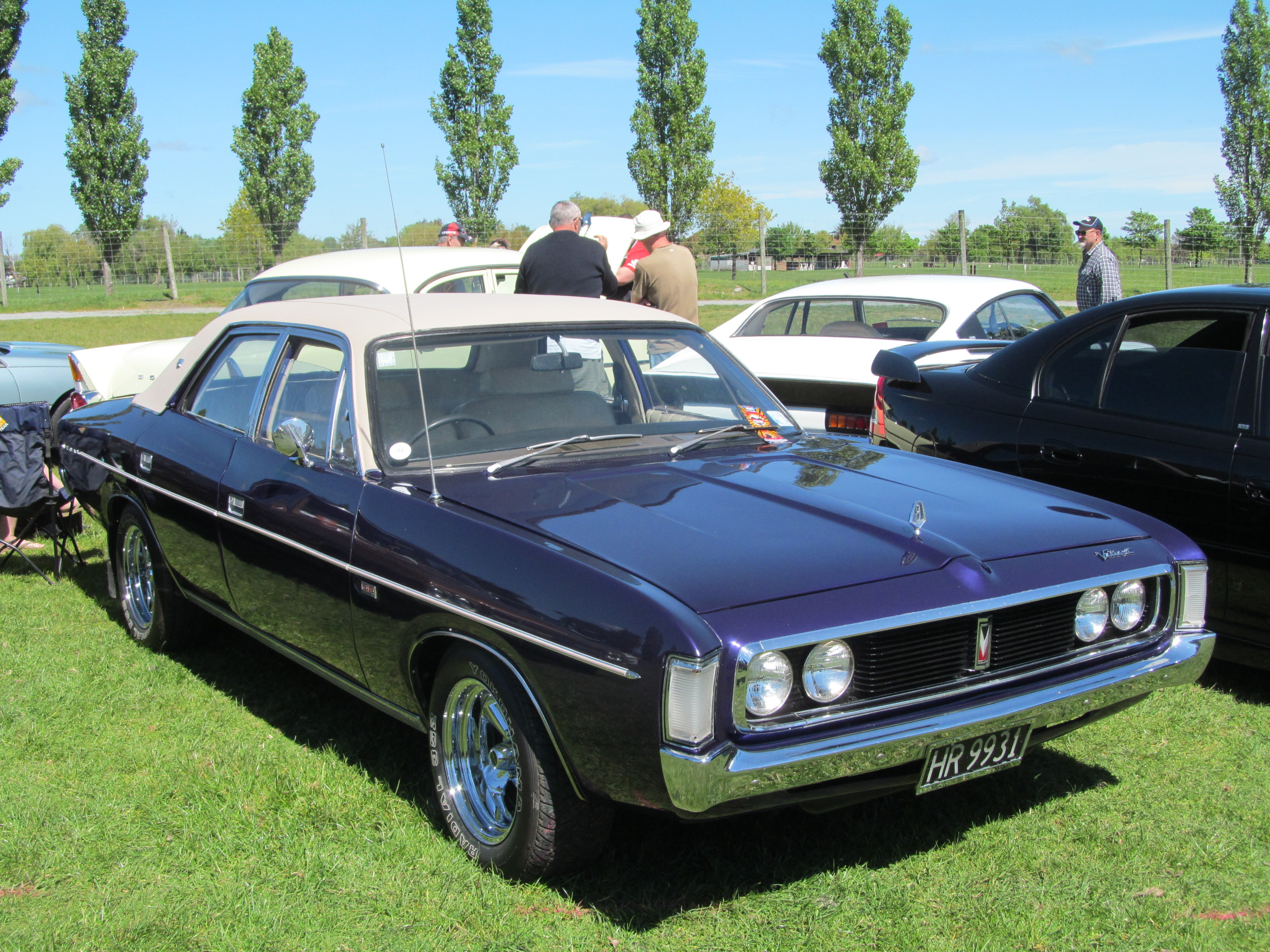
Chrysler Valiant Regal (1975)
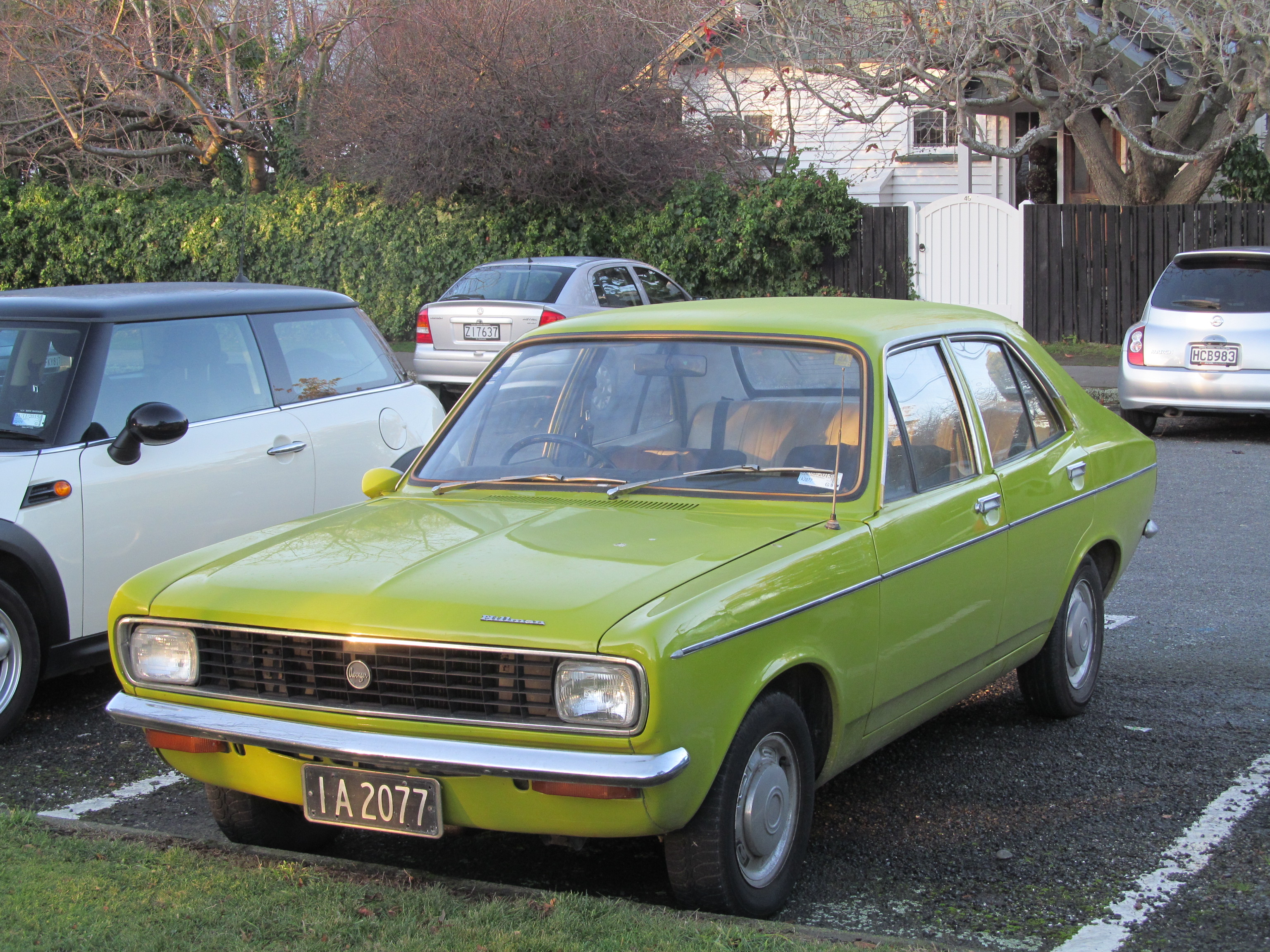
Hillman Avenger (1976)
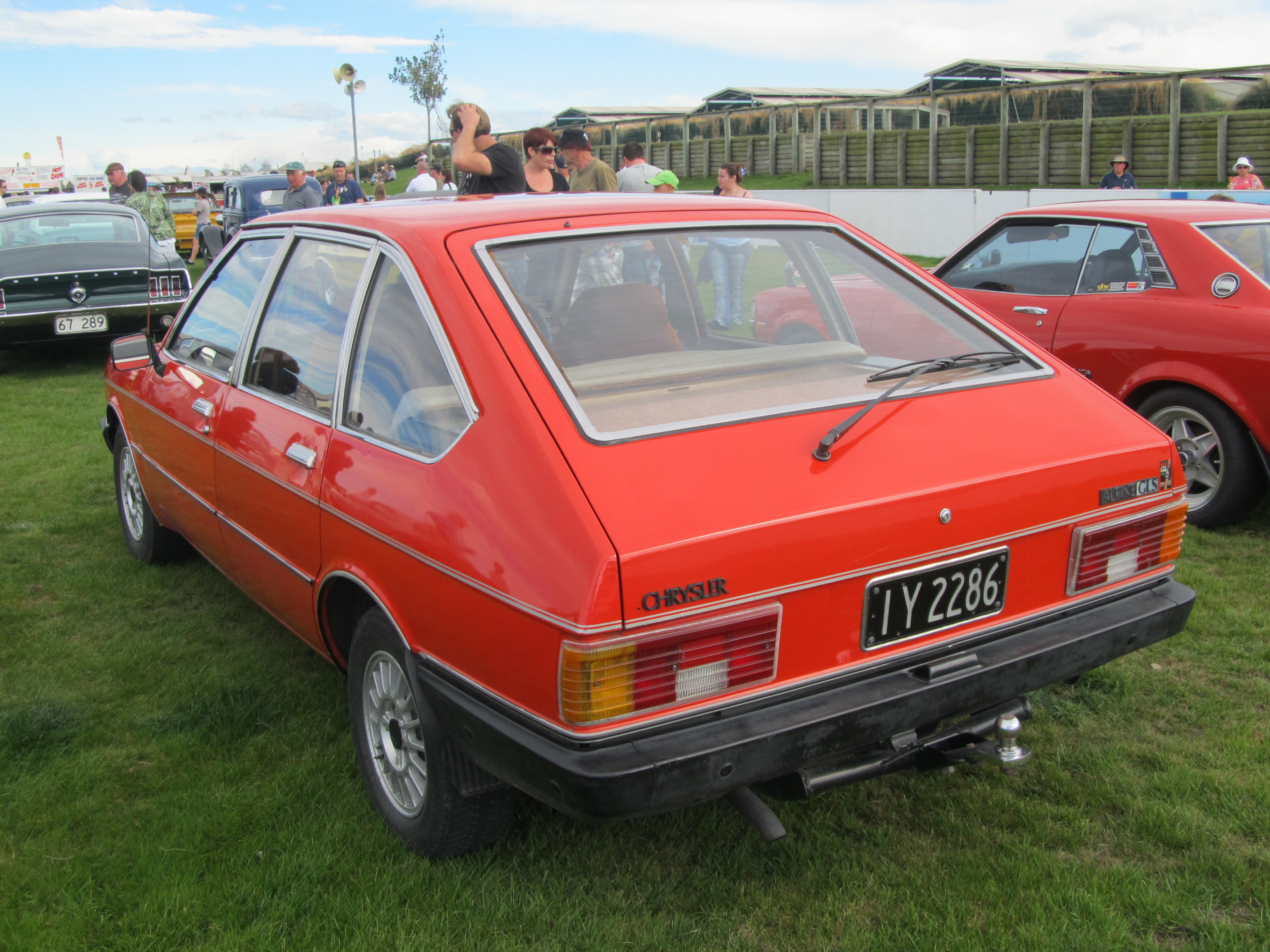
Chrysler Alpine GLS (1978)
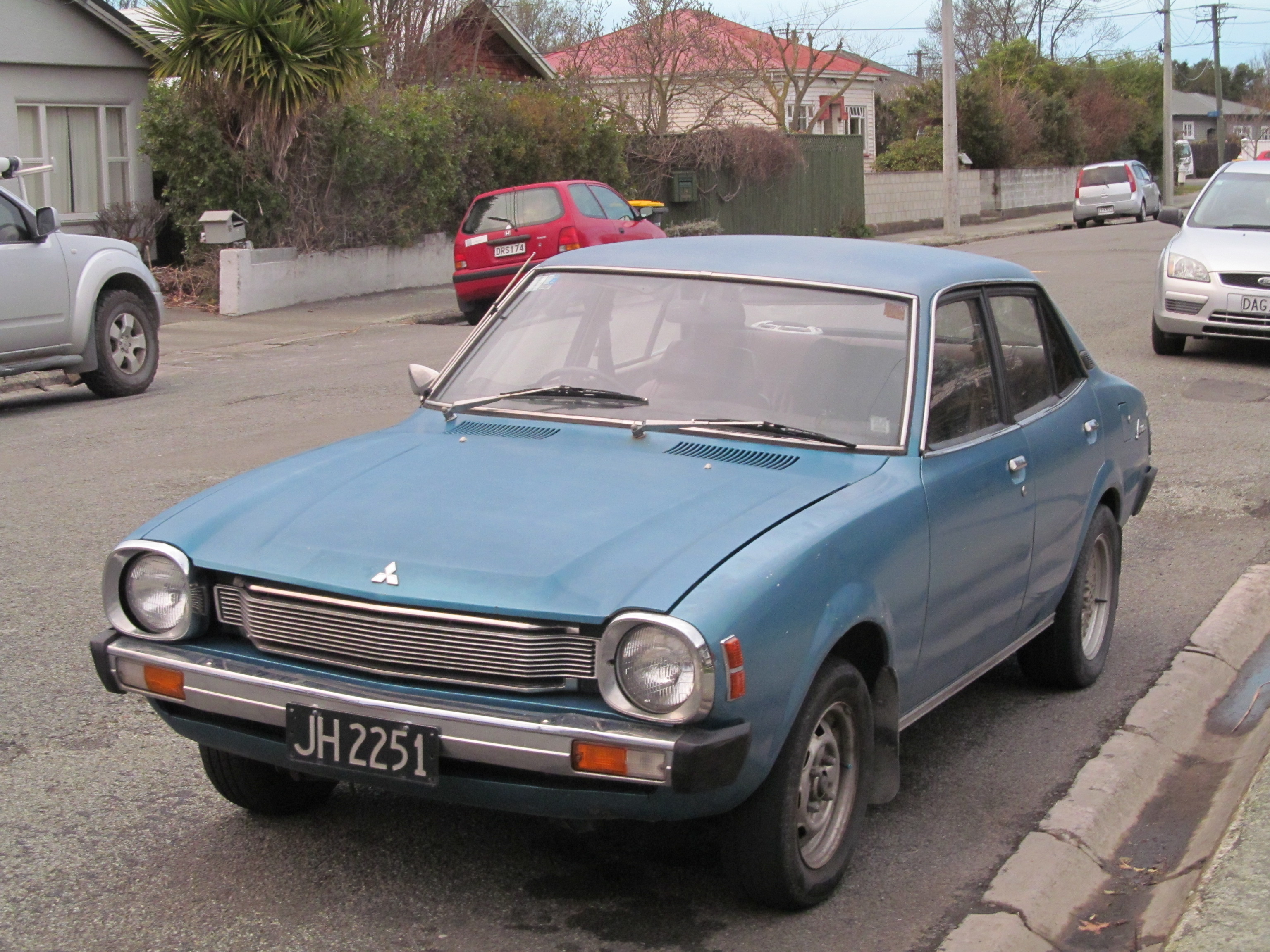
Mitsubishi Lancer (1979)
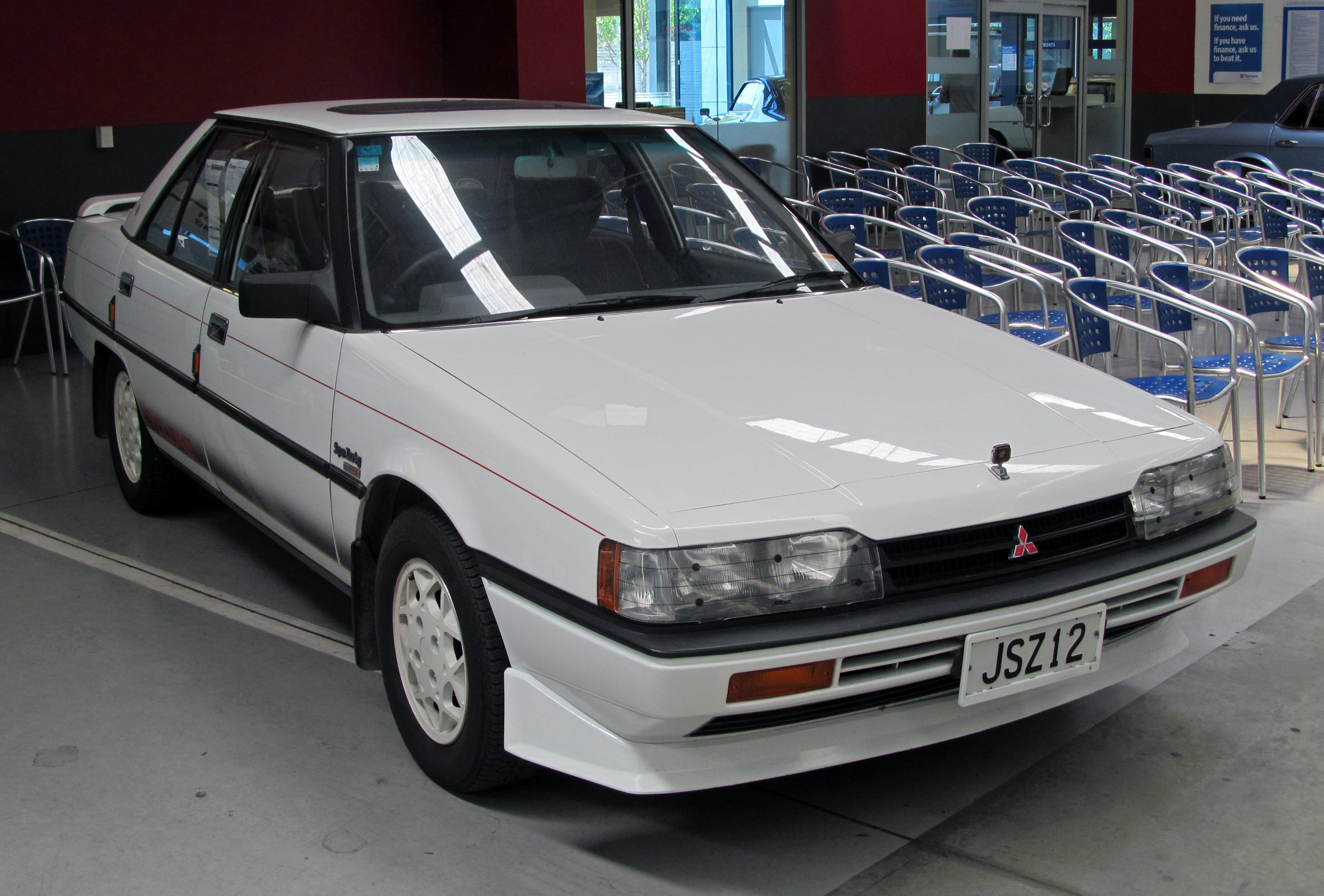
Mitsubishi Sigma Super Touring (1987)

## Trivia
Drei Mitarbeiter von TMC gründeten 1967 die Band The Simple Image, die in Neuseeland einen Nummer-1-Hit und einige Top-Ten-Hits erreichen konnte.